# شگفت‌تیغ
شگفت‌تیغ (نام علمی: Xenacanthus) نام یک سرده از تیره شگفت‌تیغان است.